# Ижутов, Николай Степанович
Николай Степанович Ижутов (11 июня 1920 года, Чувашия — 19 июля 1994 года) — Герой Советского Союза (1946), участник Великой Отечественной войны, заместитель штурмана 108-го бомбардировочного авиационного Рижского полка 36-й бомбардировочной авиационной дивизии 1-го гвардейского бомбардировочного корпуса 18-й воздушной армии, полковник.

## Биография
Родился 11 июня 1920 году в селе Иремкасы Цивильского уезда (ныне Цивильского муниципального округа, Чувашия).
- 1928 — пошёл в 1 класс Степановской семилетней школы[3].
- 1938 — окончил Канашский финансовый техникум, начал работать бухгалтером в финансовом отделе Ибресинского районного исполкома[2].
- 1939 — в октябре призван в ряды РККА[2].
- 1941 — окончил Челябинскую военную авиационную школу стрелков-бомбардиров и был в звании лейтенанта направлен в Высшую школу штурманов[2].
- 1942 — в октябре прибыл в 108-й дальнебомбардировочный авиационный полк авиации дальнего действия (АДД). За годы войны на Ил-4 выполнил 202 боевых вылета ночью[2], налетав 833 часа. Бомбил военно-промышленные объекты на территории Польши, Венгрии, Германии, Норвегии, Финляндии, Прибалтики и др.[3]
- 1945 — после войны служил в Дальней авиации СССР на должности штурмана дальнебомбардировочного авиационного полка[2].
- 1970 — полковник Ижутов в запасе, жил в авиагарнизоне Остафьево (ныне в черте Москвы), работал в московском аэропорту Домодедово[2].

Умер 19 июля 1994 года. Похоронен на городском кладбище города Подольск Московской области.

## Награды
Источники:
- Медаль «Золотая Звезда» (15.05.1946).
- 3 ордена Ленина (18.08.1945; 15.05.1946; 04.06.1955).
- Орден Красного Знамени (19.11.1943).
- Орден Александра Невского (20.05.1944).
- 2 ордена Отечественной войны 1-й степени (17.06.1943; 06.04.1985).
- Орден Красной Звезды (05.11.1954).
- Медали: «За боевые заслуги» (15.11.1950), «За оборону Ленинграда», «За оборону Советского Заполярья», «За победу над Германией», «За взятие Кенигсберга», «За взятие Берлина», «ХХХ лет СА и ВМФ» и другие.

## Память
- Именем Н. С. Ижутова названы улицы в г. Цивильск и в родной деревне. На доме, где он родился и жил (а также на доме в гарнизоне Остафьево) установлена мемориальная доска[2][2].